# デルヴィナ
デルヴィナ（アルバニア語: Delvinë, Delvina, ギリシア語: Δέλβινο）はアルバニアのヴロラ州の基礎自治体と都市である。2015年に旧基礎自治体のデルヴィナとヴェルゴから設けられた。デルヴィナ市は基礎自治体庁所在地。2023年に基礎自治体の人口は6,166人であり、都市の人口は4,952人だった。

## 履歴
15世紀と16世紀にデルヴィナは都市化された。オスマン帝国の支配下の時代にほとんどのデルヴィナ人が正教徒であり、ギリシャ語を知った。
バルカン戦争には、1913年3月3日にギリシャ軍が都市に侵入した。1914年に北イピロス自治共和国に含まれた。第二次世界大戦のギリシャ・イタリア戦争の開始にギリシャ軍はデルヴィナに侵入し、アルバニアの一番南のサランダを捕獲した。戦争の後にデルヴィナは共産主義国家の支配下だった。1997年アルバニア暴動で、デルヴィナは戦闘の被害を受けた都市だった。

## 人口
2011年に基礎自治体の人口は14,218人であり、都市の人口は5,754人だった。2011年に都市に住んでいたギリシャ人が国勢調査をボイコットした。欧州評議会のレポートでは、在アルバニア・ギリシャ人の学生が134人だった。
2023年に基礎自治体の人口は6,166人であり、都市の人口は4,952人だった。

## 教育
デルヴィナはヴェネツィアの支配下の時代に1537年に学校があった。金持ちの人民が高質の学校を開発した。1875年にギリシャの女子学校は設けられた。

## スポーツ
サッカークラブはKSデルヴィナ。パナヨト・パノ・スタジアムを本拠地とする。